# جون جي سارجنت
جون جي سارجنت (بالإنجليزية: John G. Sargent)‏ (و. 1860 – 1939 م) هو محام من الولايات المتحدة الأمريكية .
تولى منصب نائب عام الولايات المتحدة .وهو عضو في الحزب الجمهوري .

## التعليم
تعلم في جامعة تافتس.

## روابط خارجية
- جون جي سارجنت على موقع إن إن دي بي (الإنجليزية)